# Carmiano
Carmiano es una localidad italiana de la provincia de Lecce, región de Puglia, con 12.208 habitantes.

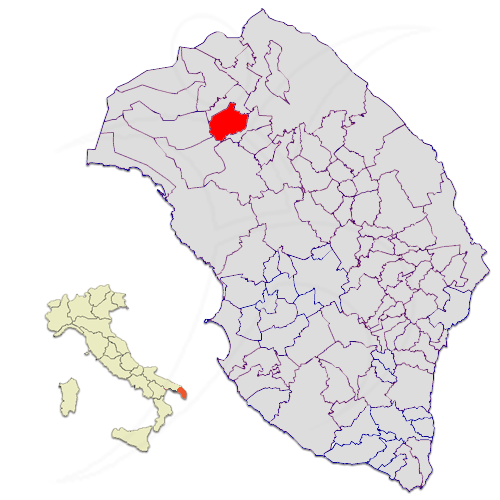
Ubicación de la ciudad de Carmiano dentro de la provincia de Lecce.

## Evolución demográfica
| Gráfica de evolución demográfica de Carmiano entre 1861 y 2001 |
|                                                                |
| Fuente ISTAT - elaboración gráfica de Wikipedia                |